# Didicas
Didicas ist eine Vulkaninsel auf den Philippinen. Sie befindet sich 25 km nordöstlich von Nagayaman Point, der Nordostspitze von Camiguin Island in der Luzonstraße. Didicas wird zur Inselgruppe der Babuyan-Inseln gezählt. Verwaltet wird der Inselvulkan von der Gemeinde Calayan, diese gehört zur Provinz Cagayan. Er gehört zu den 22 aktiven Vulkanen auf den Philippinen.
Bis 1952 war der Didicas ein unterseeischer Vulkan nahe der Meeresoberfläche. Der Didicas formte die heute mit 1,4 km im Durchmesser kleine Insel in der Ausbruchsphase von 1952 und schuf den 228 Meter hohen Lavadom mit seinem 400 Meter messenden Krater.
Die ersten Aufzeichnungen über den unterseeischen Didicas stammen aus dem Jahre 1773. Die ersten Aufzeichnungen, dass der Didicas eine Insel formte, stammen von 1862 nach einer vierjährigen Ausbruchsphase, in welcher der Vulkan eine 213 Meter hohe Insel auftürmte. Diese wurde jedoch durch das Meer wieder abgetragen. Die Eruptionen von 1900 bildeten einen 82 Meter hohen Felsen und die zwei Ausbrüche von 1952 formten das heutige Eiland.